# Boxa als Jocs Olímpics d'estiu de 1956
En els Jocs Olímpics d'Estiu de 1956 celebrats a la ciutat de Melbourne (Austràlia) es disputaren 10 proves de boxa, totes elles en categoria masculina. La competició se celebrà al West Melbourne Stadium de la capital australiana entre els dies 23 de novembre i 1 de desembre de 1956.
En la competició de boxa participaren un total de 161 boxadors de 34 comitès nacionals diferents.

## Resum de medalles
| Prova     | Or                   | Argent          | Bronze                 |
| - 51 kg   | Terence Spinks       | Mircea Dobrescu | John Caldwell          |
| - 51 kg   | Terence Spinks       | Mircea Dobrescu | René Libeer            |
| - 54 kg   | Wolfgang Behrendt    | Song Soon-Chung | Claudio Barrientos     |
| - 54 kg   | Wolfgang Behrendt    | Song Soon-Chung | Frederick Gilroy       |
| - 57 kg   | Vladimir Safronov    | Thomas Nicholls | Pentti Hämäläinen      |
| - 57 kg   | Vladimir Safronov    | Thomas Nicholls | Henryk Niedźwiedzki    |
| - 60 kg   | Richard McTaggart    | Harry Kurschat  | Anthony Byrne          |
| - 60 kg   | Richard McTaggart    | Harry Kurschat  | Anatoly Lagetko        |
| - 63.5 kg | Vladimir Yengibaryan | Franco Nenci    | Constantin Dumitrescu  |
| - 63.5 kg | Vladimir Yengibaryan | Franco Nenci    | Henry Loubscher        |
| - 67 kg   | Nicolae Linca        | Fred Tiedt      | Nicholas Gargano       |
| - 67 kg   | Nicolae Linca        | Fred Tiedt      | Kevin Hogarth          |
| - 71 kg   | László Papp          | José Torres     | John McCormack         |
| - 71 kg   | László Papp          | José Torres     | Zbigniew Pietrzykowski |
| - 75 kg   | Gennadi Schatkov     | Ramón Tapia     | Gilbert Chabron        |
| - 75 kg   | Gennadi Schatkov     | Ramón Tapia     | Victor Zalazar         |
| - 81 kg   | James Boyd           | Gheorghe Negrea | Carlos Lucas           |
| - 81 kg   | James Boyd           | Gheorghe Negrea | Romualdas Murauskas    |
| + 81 kg   | Pete Rademacher      | Lev Mukhin      | Daniel Bekker          |
| + 81 kg   | Pete Rademacher      | Lev Mukhin      | Giacomo Bozzano        |

## Medaller
| Posició | País           | Or | Argent | Bronze | Total |
| 1       | Unió Soviètica | 3  | 1      | 2      | 6     |
| 2       | Regne Unit     | 2  | 1      | 2      | 5     |
| 3       | Estats Units   | 2  | 1      | 0      | 3     |
| 4       | Romania        | 1  | 2      | 1      | 4     |
| 5       | Alemanya       | 1  | 1      | 0      | 2     |
| 6       | Hongria        | 1  | 0      | 0      | 1     |
| 7       | Irlanda        | 0  | 1      | 3      | 4     |
| 8       | Xile           | 0  | 1      | 2      | 3     |
| 9       | Itàlia         | 0  | 1      | 1      | 2     |
| 10      | Corea del Sud  | 0  | 1      | 0      | 1     |
| 11      | França         | 0  | 0      | 2      | 2     |
| 11      | Polònia        | 0  | 0      | 2      | 2     |
| 11      | Sud-àfrica     | 0  | 0      | 2      | 2     |
| 14      | Argentina      | 0  | 0      | 1      | 1     |
| 14      | Austràlia      | 0  | 0      | 1      | 1     |
| 14      | Finlàndia      | 0  | 0      | 1      | 1     |